# Museo della frutta
Il museo della frutta di Yamanashi (山梨県笛吹川フルーツ公園?, Yamanashi Fuefukigawa furūtsu pāku) è uno spazio espositivo dedicato alla storia della frutta, ubicato in un parco di 195.000 m² a Yamanashi, nella prefettura di Yamanashi, vicino al Fuji, in Giappone.
Progettato tra 1992 e 1995, dall'architetta Itsuko Hasegawa, il museo è inaugurato nel 1997. Il sito museografico è illustrato da tre edifici che simboleggiano il ciclo della frutta: Il "Plaza frutta" (che rappresenta l'immagine di semi), "La serra tropicale" (è un'enciclopedia della frutta) e "L'atelier" (rappresenta il simbolo della vitalità dei semi).

## Galleria d'immagini

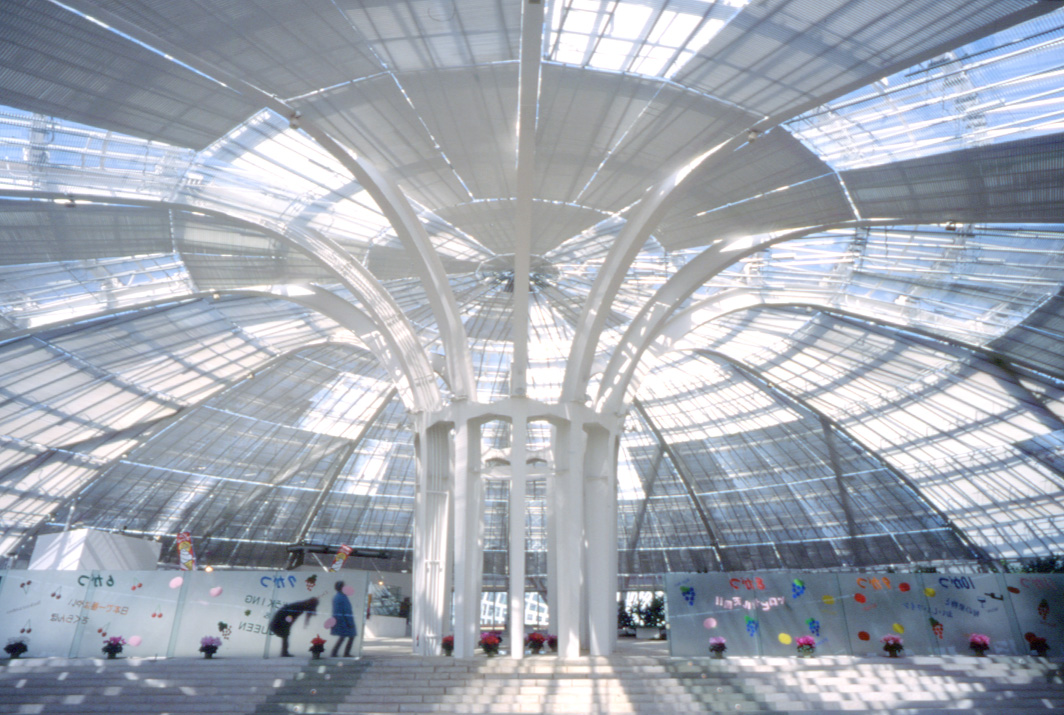
Struttura interna
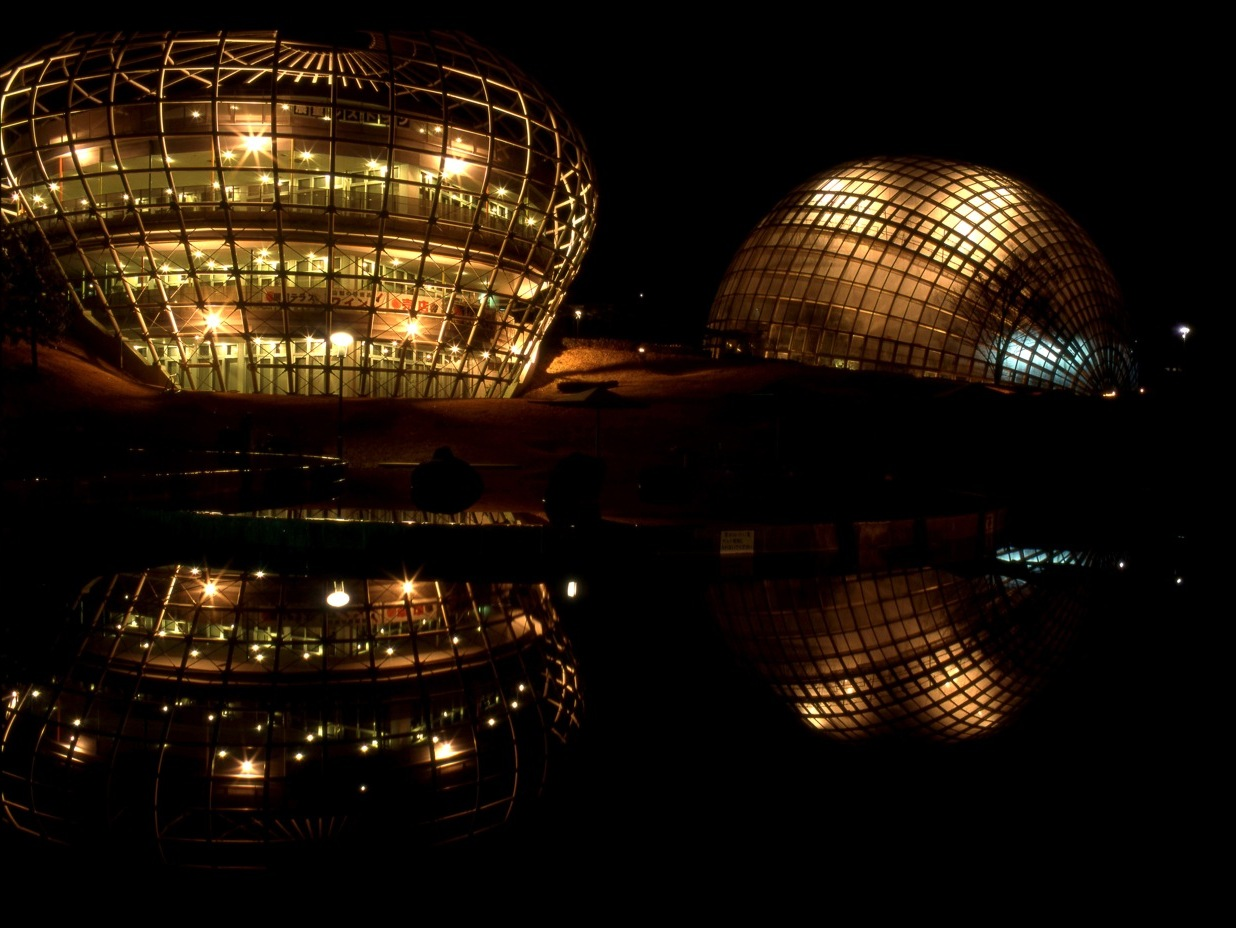
L'atelier e, sullo sfondo, la serra tropicale